# Dante's Inferno
Pour les articles homonymes, voir Inferno.
Dante's Inferno est un jeu vidéo de type beat em up développé par Visceral Games et édité par Electronic Arts. Ce jeu est disponible à partir de février 2010 sur PlayStation 3 et Xbox 360, puis sur PlayStation Portable.
Ce jeu s'inspire de Enfer, la première partie La Divine Comédie, célèbre poème italien du XIVe siècle, écrit par Dante Alighieri.

## Trame

### Toile de fond et personnages
Durant la troisième croisade et dans la ville d'Acre, Dante (Graham McTavish), dépeint comme un Croisé, doit garder des prisonniers de Saladin pour le roi Richard Ier d'Angleterre (Peter Egan) en guise de monnaie d'échange pour obtenir une sainte relique. Perdant patience, ce dernier décide d'attaquer la ville, ce qui amènera Dante à se faire poignarder dans le dos et à affronter La Mort venue le chercher. Après l'avoir vaincu, il retourne à Florence et découvre son père Alighiero (JB Blanc) et sa femme Beatrice Portinari (Vanessa Branch) morts, cette dernière se faisant emmener par Lucifer (John Vickery),.
Dante décide alors de traverser l'Enfer et ses neuf cercles pour trouver sa femme. Il fera la rencontre de Virgile (Bart McCarthy) qui lui servira de guide. Il trouvera également Minos, le juge des damnés, Charon, représenté ici comme une barque vivante, Cléopatre (Alison Lees-Taylor), la reine de la Luxure
défendue entre autres par Marc Antoine (Lewis Macleod), sa mère Bella degli Abati (Pollyanna McIntosh) qui se trouve dans la forêt des suicidés, et son beau-frère Francesco Portinari  (Tom Tate),.
De nombreuses personnages historiques et issus de la mythologie devenus des damnés sont également présents. Ainsi se trouve Filippo Argenti, Ponce Pilate Boadicée Électre, Attila, Mordred, Orphée, Frédéric II du Saint-Empire, Hécube, Farinata degli Uberti, Brunetto Latini Ugolin della Gherardesca, Frate Alberigo, Cavalcante Cavalcanti, Guido Guerra, Ciacco, Filippo Argenti, Pierre Des Vignes, Clodia Pulchra, Francesca da Rimini, Fulvie, Thais, Tirésias, Gessius Florus, Myrrha, Michael Legge, Paolo Malatesta et Semiramis,.

### Résumé
L'histoire suit Dante, un chevalier templier de la croisade qui a commis de nombreuses atrocités au cours de la troisième croisade. Dante est chargé de garder un groupe de prisonniers en sécurité afin que le roi Richard Ier puisse obtenir une relique sacrée, la Vraie Croix, de Saladin. Mais une fois qu'il les massacre brutalement parce qu'ils pensent qu'ils sont des hérétiques qui ne valent pas la peine d'être gardés en vie, Dante reçoit l'ordre de prendre la sainte relique. Au cours de l'attaque, Dante est poignardé dans le dos par un assassin, après quoi la mort apparaît et condamne Dante pour ses péchés, bien qu'un évêque lui ait promis que ses péchés seraient absous. Dante refuse d'accepter son sort, jure de se racheter et bat la Mort en prenant sa faux. Dante quitte la Croisade, cousant sur son torse une tapisserie rouge en forme de croix sacrée, représentant tous les péchés qu'il a commis dans le passé. Il retourne à Florence, pour retrouver son amante Béatrice Portinari et son père Alighiero brutalement assassinés. L'âme de Béatrice apparaît devant Dante, lui disant qu'elle savait qu'il la poursuivrait avant qu'une sombre manifestation de Lucifer ne l'entraîne dans les ténèbres. Après s'être rendu dans une chapelle, Dante bénit la sainte croix que Béatrice lui a donnée en faisant le vœu d'être fidèle l'un à l'autre, pour le protéger contre les maux qui l'attendent. Ce faisant, une fissure dans la terre s'ouvre, permettant à Dante de descendre jusqu'aux portes de l'enfer.
Aux Portes, il rencontre Virgile, qui connaît les péchés passés de Dante, mais accepte de le guider à travers les Neuf Cercles de l'Enfer en échange de Béatrice le louant à Dieu, au Paradis. Dante commence sa descente sur les rives du fleuve Achéron où les âmes nouvellement damnées montent à bord du grand ferry de Charon, un immense navire vivant. Charon refuse le passage à Dante parce qu'il n'est pas vraiment mort, tout en commentant que Béatrice a fait "un pari très insensé", mais Dante se faufile à bord pour traverser. Après cela, Dante arrache la tête de Charon à l'aide d'un destrier bestial et la jette, provoquant l'écrasement du bateau, bien que la tête de Charon survit grâce au pouvoir divin rendu éternel. Après être arrivé et avoir voyagé au-delà des Limbes, Dante affronte le serpentin Juge des Damnés, le roi Minos. Après que Minos ait affirmé que Dante était un pécheur au-delà du salut, Dante nie son verdict avant de combattre le juge et de le tuer. Dante entre ensuite dans le deuxième cercle, Luxure, où il entre dans la Tour Charnelle pour trouver Béatrice, dont l'âme est lentement corrompue en succube par Lucifer, qui lui révèle également que Dante a rompu ses vœux envers Béatrice, couchant avec une femme captive à Acre, car la femme lui a proposé d'avoir des relations sexuelles en échange de sa liberté et de celle de son "frère". Atteignant le sommet de la tour, Dante affronte et tue la gigantesque reine Cléopâtre et son amant Marc Antoine. Entrant dans le troisième cercle, Gourmandise, Dante tue son gardien le « Grand Ver » Cerbère. C'est ici que Lucifer montre à Dante comment Béatrice et son père Alighiero ont connu leur disparition, tous deux tués par l'assassin d'Acre, qui s'est révélé être le mari, et non le frère comme elle le prétendait, de la captive avec laquelle Dante avait couché.
Dans le quatrième cercle, Avarice, Dante rencontre l'âme très déformée de son père Alighiero. Après avoir surmonté les énigmes du dieu déchu de la richesse Plutus, Dante bat Alighiero et utilise la croix désormais enchantée de Béatrice pour l'absoudre. Dans le cinquième cercle, Colère, Dante commence à flotter sur l'ignoble fleuve Styx, sur ce qui semble être une plate-forme flottante. En arrivant de l'autre côté, cependant, la plate-forme est en fait le sommet de la tête du gigantesque démon de feu Phlégyas, qui attaque Dante. Surmontant cela, Lucifer apparaît devant Dante avec Béatrice, révélant qu'elle est damnée parce qu'elle a parié avec lui que Dante lui serait fidèle, et l'infidélité de Dante a damné son âme envers Lucifer. Béatrice, désormais brisée par les trahisons de Dante, se donne volontairement à Lucifer en mangeant trois graines de grenade. Dante chevauche Phlégyas, qu'il contrôle pour abattre les murs de la Cité de Dice et entrer dans le sixième cercle, Hérésie. Au-delà se trouve le septième cercle, Violence, comprenant le Phlégéthon et le Bois des Suicidés. Dans le bois, Dante rencontre sa mère Bella. Il devient profondément attristé et enragé, après avoir appris que, lorsqu'il était enfant, elle n'était pas morte de maladie mais s'était pendue à cause de la cruauté de son père. L'absolvant de son péché, il continue au-delà des bois jusqu'aux Abominables Sables pour ceux qui font preuve de violence contre Dieu, où Dante rencontre également son ancien camarade croisé et futur beau-frère Francesco, qui est maintenant une version horriblement défigurée de lui-même et désire se venger de Dante pour son état d'être. Après avoir vaincu Francesco, Dante l'absout et descend dans le huitième cercle, Fraude.
Avant que Dante ne puisse atteindre Lucifer, Béatrice lui fait relever les défis de dix étapes du Malebolge, chacune représentant les fraudeurs à travers l'histoire, des simples voleurs aux faux papes. A l'entrée du neuvième et dernier cercle, Trahison, Dante insiste auprès de Béatrice sur le fait qu'il a affronté tous ses péchés. Béatrice lui rappelle qu'il a massacré les prisonniers sarrasins par colère et que Francesco est mort en en prenant la responsabilité. Réalisant qu'il a péché au-delà de la rédemption, Dante admet que sa place est en Enfer et demande à Béatrice de lui pardonner. Cet acte de sacrifice suprême annule la transformation de Béatrice et la rend à son ancien moi. Sous le regard de Dante, l'archange Gabriel emporte l'âme de Béatrice, promettant à Dante qu'il reverra Béatrice et que sa rédemption est proche.
Voyageant à travers le royaume glacé de la Trahison et se frayant un chemin jusqu'au lac Cocyte, Dante affronte enfin Lucifer lui-même, un énorme démon à trois visages, enchaîné dans le lac gelé. Après avoir vaincu le démon géant, Lucifer révèle que plusieurs énormes chaînes que Dante avait détruites pour continuer étaient les chaînes de Judecca, qui le maintenaient emprisonné dans le lac Cocyte et à l'intérieur du corps du démon géant. Lucifer révèle qu'il a simplement utilisé Béatrice comme appât pour amener Dante à briser les chaînes et à le libérer. Lucifer émerge du monstre géant sous sa vraie forme, un monstre cornu ressemblant à un satyre, et combat Dante. Grâce à une lutte acharnée, Dante parvient à vaincre Lucifer et à l'empaler sur la faux de la faucheuse. Avant que Dante ne puisse attaquer à nouveau, Lucifer évoque la vision de l'assassin poignardant Dante à Acre ; qui le montre s'effondrant au sol. Dante est horrifié de réaliser qu'il a été tué et qu'il ne peut donc pas être libre. Lucifer révèle joyeusement que, désormais libre, il se lèvera, renversera Dieu et éliminera pour toujours tout ce qui est bon de l'univers. Mais Dante, avec l'aide des âmes qu'il a gagnées au cours de ses épreuves, s'absout et réemprisonne Lucifer en lui liant les mains dans le lac de glace.
Dante se voit alors nu dans un vide fade avec sa tapisserie brûlée en noir, où l'âme de Béatrice arrive d'en haut et lui prend la main et le porte. Il est emmené au Purgatoire, où il sort d'une grotte près du mont Purgatoire, où, après avoir déclaré qu'il n'est ni mort ni vécu, il retire la tapisserie de son torse. Alors que la tapisserie retirée flotte jusqu'au sol, elle se transforme en serpent et s'éloigne tandis que le rire obsédant de Lucifer résonne pour la dernière fois avant que l'écran n'indique "À suivre...".

## Système de jeu
C'est un beat them all. Il y a 2 finishs différents pour tuer les ennemis : soit les absoudre, soit les punir, ce qui oriente Dante en bien ou en mal.
God of War est clairement la source du système de jeu selon Jonathan Knight.
La croix est une de ses armes.

## Controverse
En juin 2009 à Los Angeles, treize personnes ont protesté contre le jeu au nom de la religion. Ils affirmaient que la société Electronic Arts était l'Antéchrist et que l'enfer n'était pas un jeu.
Le porte-parole d'EA, Tammy Scachter, a reconnu quelques jours plus tard avoir embauché ces faux manifestants.

## Accueil
- Game Informer : 7/10
- GamePro : 4/5
- GameSpot : 6.5/10
- GameTrailers : 6.8/10
- IGN	: 7.5/10
- Jeuxvideo.com : 15/20

## Autres produits dérivés
- Comics inspiré du jeu sorti en 2009 - 2010 chez DC Comics/ Wildstorm de Christos Cage (scénario) et Diego Latorre (illustrations) (#1-6)[6].
- Dante's Inferno: An Animated Epic de Shukou Murase et Yasuomi Umetsu, sortie en février 2010 (anime coréen) distribution Starz.